# Marion Mack
Joey Marion McCreery Lewyn, conocida profesionalmente como Marion Mack (Mammoth, Utah, 8 de abril de 1902-Costa Mesa, California, 1 de mayo de 1989), fue una actriz y guionista de cine mudo estadounidense, conocida principalmente por su papel de Annabelle Lee en la película de Buster Keaton El maquinista de La General (1926).

## Trayectoria

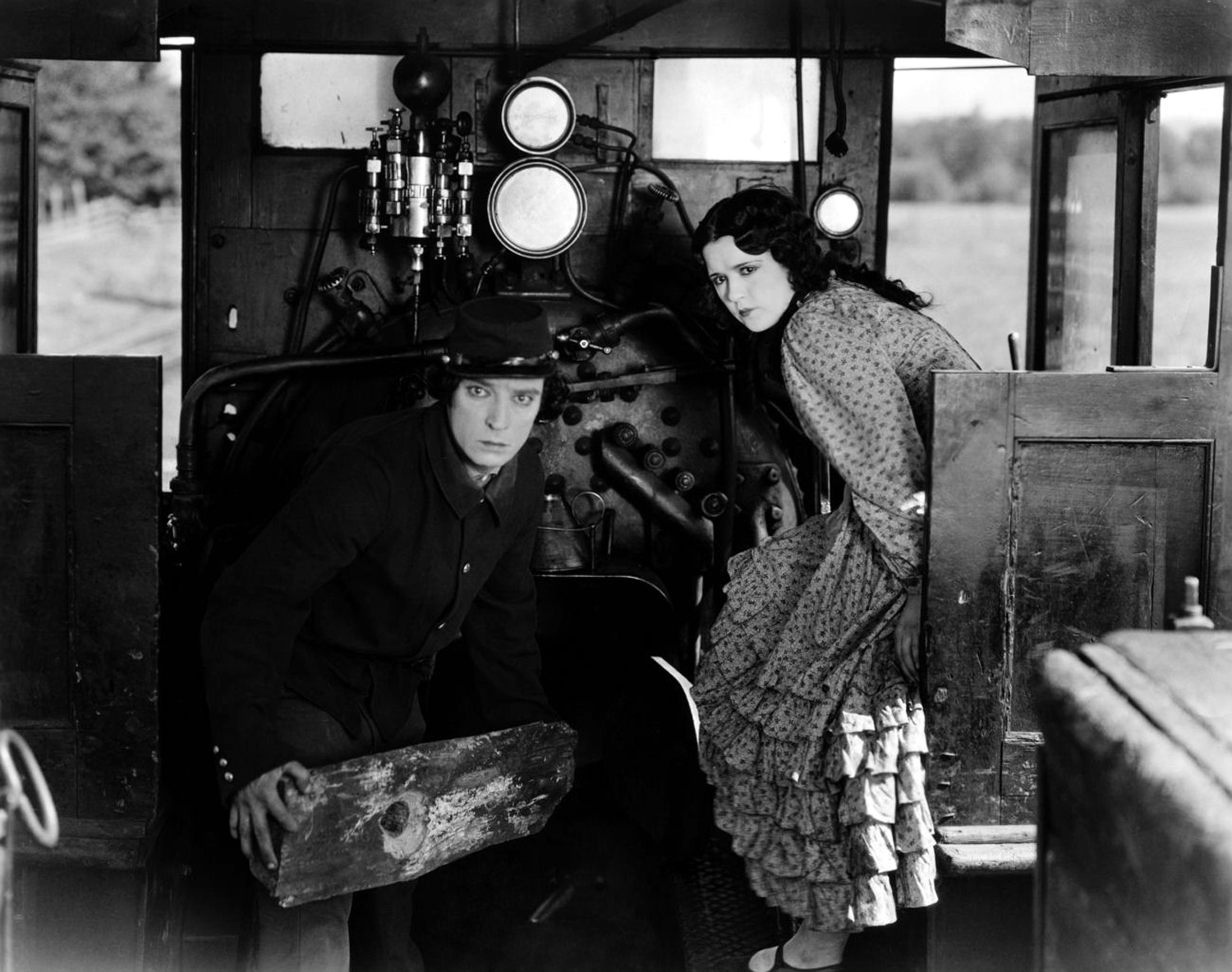
Buster Keaton y Marion Mack en "The General" (1926)

Joey Marion McCreery nació en Mammoth, un pequeño pueblo nordeste del estado de Utah, en los Estados Unidos. Después de graduarse en la escuela de secundaria, mandó una carta y una fotografía al productor y director de cine canadiense Mack Sennett para expresar su deseo de ser actriz. El gerente de Sennett respondió la carta de Joey Marion informándole que le harían una entrevista si se presentara en Hollywood. McCreery, su padre y su madrastra viajaron a Hollywood poco después y se colaron en los Keystone Studios de Sennett. Mucho por descontento de su padre, la joven Joey Marion fue contratada por Sennett como «belleza de baño» por 25 dólares a la semana. Su debut cinematográfico fue On a Summer Day (1921).
En las películas, McCreery inicialmente utilizaba su nombre real. Entre 1921 y 1922 utilizó el nombre artístico de «Elinor Lynn» en varios cortometrajes dirigidos por Jack White, junto a los actores Lige Conley y Jimmie Adams. Hacia 1923, ya había adoptado el nombre artístico de «Marion Mack». Después de haber aparecido en varios cortometrajes de Sennett, dejó los Keystone Studios y firmó con Mermaid Pictures por 100 dólares a la semana. Ya en Mermaid Pictures, apareció en varios cortometrajes de comedia y trabajó también con Universal Studios, donde tuvo papeles en varios westerns. Mack volvió a Mermaid Pictures después de un año. El 1923, coescribió y apareció en una película semiautobiográfica, Mary of the Movies. A lo largo del tiempo, acabó adoptando, definitivamente, el nombre artístico de «Marion Mack». Mary of the Movies se tuvo un gran éxito de taquilla y Mack pasó a tener papeles de protagonista en films slapstick como One of the Bravest (1925) y Carnival Girl (1926). El 1926 protagonizó, junto a Buster Keaton, el film de aventuras The General, un film cómico de persecución en vías de trenes que tiene lugar durando de la Guerra Civil de los Estados Unidos. La película tuvo un éxito moderado, pero no consiguió beneficios, puesto que el presupuesto había sido más elevado. Mack apareció en su última película, Alice in Movieland, en 1928.
Mack abandonó la actuación después de presentarse en Alice a Movieland porque consideraba los periodos de rodaje de las películas excesivamente largos (por ejemplo, el periodo de rodaje de The General se alargó seis meses, en el estado de Oregón). Después de retirarse de la actuación, Mack empezó su carrera como guionista y escribió guiones para cortometrajes para Metro-Goldwyn-Mayer y Warner Bros, todos producidos por el marido de Mack, el productor Louis Lewyn. Uno de estos cortometrajes fue dirigido por Buster Keaton, Streamlined Swing (1938).
En los años cuarenta, los cortometrajes empezaron tener menos audiencia y la salud de su marido empezaba a deteriorarse. Así que, en 1949, inició otra carrera como agente inmobiliario en el condado de Orange, California. Mack y su marido se establecieron en Costa Mesa, California. La pareja, que se había casado en 1923 y que había tenido un hijo, Lannie, también poseía una finca a Beverly Hills y continuó socializando con las personas que conocieron cuando trabajaban a la industria cinematográfica, incluidas Rudy Vallee y Clara Bow. El marido de Marion murió en 1969, mientras que Marion Mack murió de insuficiencia cardíaca el 1 de mayo de 1989 en Costa Mesa, a los 87 años de edad, y fue enterrada en Corona del Mar, Newport Beach.

## Filmografía

### Como actriz
- 1921: On a Summer Day de Albert Austin (cortometraje, acreditada como «Joey McCreery»).
- 1921: Reputation de Stuart Paton: una ingenua (acreditada como «Joey McCreery»).
- 1921: The Cowpuncher's Comeback de Edward Laemmle: Betty Thompson (acreditada como «Joey McCreery»).
- 1923: Mary of the Movies de John McDermott: Mary.
- 1925: One of the Bravest de Frank O’Connor: Sarah Levin.
- 1926: The Carnival Girl de Cullen Tate: Nanette.
- 1927:  El maquinista de La General de Buster Keaton: Annabelle Lee.
- 1928: Alice in Movieland (cortometraje).

### Como guionista
- 1923: Mary of the Movies de John McDermott.
- 1938: Streamlined Swing de Buster Keaton.
- 1940: Rodeo Dough de Sammy Lee.[10]